# ميودراغ ميتروفيتش
ميودراغ ميتروفيتش هو لاعب كرة قدم سويسري في مركز حراسة المرمى، ولد في 14 يوليو 1991 في سويسرا. لعب مع نادي باري ونادي كياسو ونادي لوكارنو.

## وصلات خارجية
- ميودراغ ميتروفيتش على موقع قاعدة بيانات كرة القدم.إي يو (الإنجليزية)
- ميودراغ ميتروفيتش على موقع Soccerway.com (الإنجليزية)